# ТВ Ентер
ТВ Ентер била је београдска телевизијска станица која је настала на темељима некадашљег канала ЈУ инфо.
Емитовање експериманталног програма је почела 22. фебруара 2007. у поноћ. Већина новинара из почетног периода ове телевизије прешла је са угашене БК телевизије, укључујући Зорана Трифуновића, Драгана Бујошевића, Биљану Поповић Ивковић, Игора Спасова, Слађану Славковић, Смиљана Бањаца итд..
Први директор ТВ станице био је Дарко Петровић (од марта 2006. до априла 2008).
Редовно емитовање програма почело је 19. марта у 8.00 сати, јутарњим програмом „Ухвати дан“.
Након губитка дозволе за емитовање програма на територији града Београда 2009. године, који је уследио као последица њеног неплаћања, ова телевизија емитује претежно музички програм и то путем кабловске телевизије. Дана 16. септембра 2011. године, ТВ Ентер престаје са емитовањем програма, пошто му је Републичка радиодифузна агенција одузела дозволу за емитовање.